# Liu Bang
Liu Bang 刘邦, postumt känd som Gaozu 汉高祖, född 256 f.Kr. alternativt 247 f.Kr., död 1 juni 195 f.Kr., var kejsare av Kina från 202 f.Kr. till 195 f.Kr. Han var den första kejsaren av Handynastin. Tillsammans med Xiang Yu störtade de båda Qindynastin år 207 f.Kr. Efter en lång kamp mellan Liu Bang och Xiu Bang besegrade Liu Bang Xiang Yu år 202 f.Kr. vid slaget vid Gaixia och utropade sig då som den första kejsaren i handynastin. Han är en av få dynastigrundare i Kinas historia som har kommit från bondeklassen.

## Vägen till makten
Liu Bang kom från Pei härad i norra delen av dagens Jiangsu. Som ung var han en lokal tjänsteman men lämnade posten självmant efter ett misslyckande med en fångtransport där fångarna rymde. År 209 f.Kr. efter att den första kejsaren av Qindynastin var död var det flera rebellgrupper som gjorde uppror och Liu Bang tog sig titeln Hertig av Peixian 沛公 och blev ledare för en rebellgrupp tillsammans med Xiang Liang 項梁 och hans brorson Xiang Yu 項羽 som senare skulle bli Liu Bangs stora rival om makten .
År 207 f.Kr. hade Liu Bangs styrkor intagit Qindynastins huvudstad och Kungen av Qin 秦王 kapitulerade. Xiang Yu slog därefter ut det som återstod av Qindynastins styrkor. Liu Bang blev kung över bergsområdet i väst kring floden Han 汉 vilket definierar starten på Handynastin. Xiang Yu kallade sig Hegemonial Kung av västra Chu 西楚霸王 och var Liu Bangs främsta rival om makten över hela riket. Liu Bang slog sig samman med andra lokala krigsherrar för att besegra Xiang Yu, och 202 f.Kr. vid slaget vid Gaixia var Xiang Yus styrkor omringade i norra delen av dagens Anhui. Xiang Yu lyckades undkomma men begick därefter självmord, och Liu Bang utropade sig som kejsare över Handynastin.

## Tiden som kejsare
Liu Bang lättade upp mycket av det hårda trycket på befolkningen som rått under Qindynastin och krigsåren. Skatterna lättades, soldater tilläts vända hem och slavar blev fria.
Liu Bang dog 195 f.Kr. efter att ha blivit skadad i strid mot Ying Bu 英布 och efterträddes av sin son Liu Ying 劉盈 som regerade under titeln Kejsare Hui 漢惠帝. Liu Bangs gravpyramid, Changling 長陵, finns norr om Xi'an.
Som kejsare är Liu Bang känd under titeln Kejsare Gaozu 汉高祖.